# Reuville
Reuville település Franciaországban, Seine-Maritime megyében. Lakosainak száma 149 fő (2022. január 1.). Reuville Bénesville, Bretteville-Saint-Laurent, Prétot-Vicquemare és Saint-Laurent-en-Caux községekkel határos.

## Népesség
A település népessége az elmúlt években az alábbi módon változott:
| Lakosok száma | 129  | 128  | 126  | 123  | 129  | 134  | 140  | 143  | 149  |
|               | 2013 | 2015 | 2016 | 2017 | 2018 | 2019 | 2020 | 2021 | 2022 |